# Li gui
Li gui (利簋; Lì guǐ) eller Likärlet är ett kinesiskt antikt bronskärl, (gui), från 1000-talet  f.Kr. i början av Västra Zhoudynastin. Inskriptioner på kärlet daterar Zhoudynastins övertagande av makten under det antika Kina från Shangdynastin. Artefakten hittades 1976 i Xi'ans stadsdistrikt Lintong i provinsen Shaanxi.
Kung Wu av Zhou regerade 1046–1043 f.Kr. och inskriptionerna på kärlet antyder att Li gui göts under hans tid som regent eller efter att han avlidit. Kärlet är det äldsta kända bronskärlet från Västra Zhoudynastin.
Li gui står utställd på Kinas nationalmuseum i Peking.

## Utförande
Li gui är 28 cm högt med en diameter på 22 cm.
Kärlet har en vid öppning och en midja på halsen och ett djupt innanmäte. Foten är cirkulär och står på en kvadratisk fot. På sidorna finns två halvcirkulära handtag som går över kärlets kant utformade som djurhuvud med rektangulära örhängen som hänger på undersidan. Kärlets utsida och fot är mönstrade med blixtrar och dekorationer av djur med runda hord, runda utstående ögon och öppen mun. I överkant på varje djuransikte är ytterligare ett ansikte av ett offerdjur. På foten finns även en enbent drake på varje sida om djuravbildningarna. Längs den cirkulära foten finns enbenta drakar separerade med flänsar.

## Slaget vid Muye
Li gui är en viktig historisk källa till dateringen av Slaget vid Muye som beskrivs i inskriptioner på insidan av kärlet.
Slaget började på morgonen på Jiazi-dagen (甲子) i mitten av tolfte månaden 1046 f.Kr. Slaget, som var blodigt, fortsatte till kvällen dagen efter då Zhoudynastin hade besegrat Shangdynastin. Shangdynastins kung flydde till sitt palats där han beting självmord tillsammans med den konkubin han var förälskad i genom att sätta palatset i brand. Efter slaget etablerades Zhoudynastin, och Shangdynastin föll.

## Inskriptioner

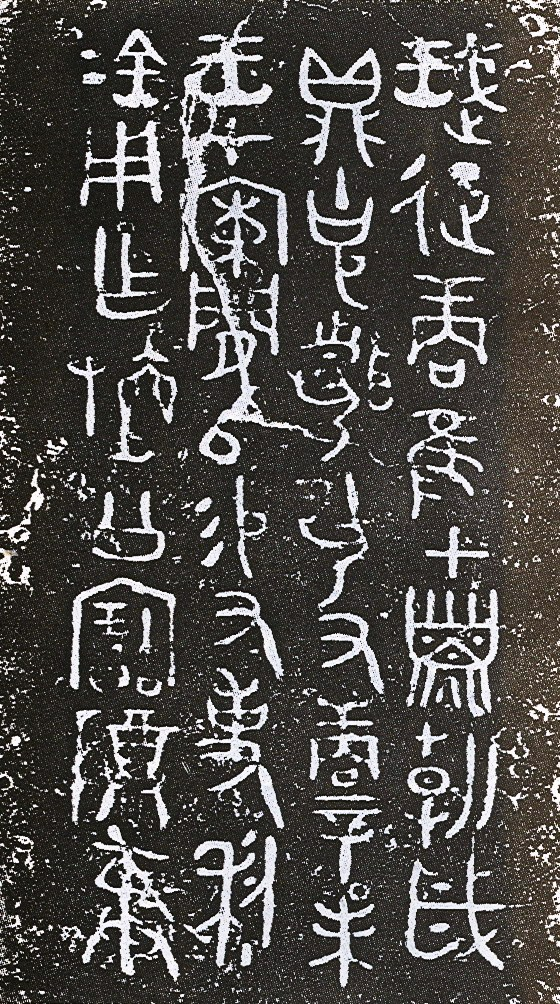
Inskriptionerna på insidan av Likärlet.

På insidan av Li gui finns inskriptioner i fyra rader skrift bestående av trettiotvå skrivtecken:
武王征商

隹甲子朝歲當

克䎽夙有商

辛未

王在闌師

賜又事利金

用作檀公寶尊彝
Som betyder:

På Jiazi-dagen attackerades Zhou av Kung Wu, och på morgonen när Jupiter var synlig besegrade han Shangdynastins kung och tog dess territorium. På Xinwei-dagen var kungen vid garnisonen (闌師) och tilldelade tjänstemannen Li, som varit framgångsrik vid slaget, brons. Därmed tillverkade Li till Hertigen av Zhou detta värderade offer-kärl.